# Svartvingad svampbagge
Svartvingad svampbagge (Leiestes seminiger) är en skalbaggsart som först beskrevs av Leonard Gyllenhaal 1808.  Svartvingad svampbagge ingår i släktet Leiestes, och familjen svampbaggar. Artens livsmiljö är skogslandskap.